# KG에코솔루션
KG에코솔루션 주식회사(KG Eco Solution)는 대한민국의 폐기물 처리 기업으로, 2022년에 환경에너지사업부를 매각하였다.한국남부발전에 바이오중유를 납품하였다.

## 역사
1999년 프랑스 폐수처리 기업 Veolia에 의해 에코서비스코리아로 설립되어 2010년 KG에게 인수되어 KG ESK로 편입되었으며 2011년 11월 KG ESK와 KG에너지가 합병하면서 2013년 7월에 상장하였다
2024년 사명을 KGETS에서 현재의 사명으로 변경하였다.